# سرچشمه (فیلم)
«سرچشمه» (انگلیسی: The Fountainhead) فیلمی در ژانر رمانتیک و درام به کارگردانی کینگ ویدور است که برگرفته از رمان سرچشمه در سال ۱۹۴۹ منتشر شد.

## بازیگران
- گری کوپر
- پاتریشیا نیل
- ریموند مسی
- کنت اسمیت
- رابرت داگلاس
- هنری هال
- ری کالینز
- مورونی اولسن
- کریتن هالی
- آن دران
- چارلز تروبریج
- داگلاس کندی
- فرانک ویلکاکس
- گلن کاوندر
- جروم کوان
- مونته بلو
- پل هاروی
- راسل هیکس